# Mary Bamber
Mary Hardie Bamber, geborene Little, auch bekannt als Ma Bamber (* 18. Januar 1874 in Edinburgh; † 4. Juni 1938 in Liverpool), war eine schottisch-britische Sozialistin, Gewerkschafterin, Sozialarbeiterin und Suffragette. Ihre Tochter Bessie Braddock war eine prominente Abgeordnete der Labour Party. Bamber war in Liverpool und national fast fünfzig Jahre lang aktiv und war bei wichtigen Ereignissen der Arbeitergeschichte in Merseyside an vorderster Front präsent. Als Ratsmitglied für die Labour Party und Friedensrichterin förderte sie unter anderem die Verhütungsberatung als Mittel zur Stärkung der Position der Frauen.

## Leben
Bambers Familie lebte in einem der wohlhabendsten Teile Edinburghs und sie wurde privat erzogen. Aber noch zu ihrer Kinderzeit wurde der Vater, der Anwalt war, Alkoholiker und verließ irgendwann die Familie spurlos.
Ihre Mutter, Agnes Glanders Little (geborene Thomson) wurde daraufhin alleinerziehende Mutter von sechs Kindern. Sie arbeitete als Putzfrau und in anderen Jobs, um ihre Familie zu unterhalten; die Familie war aber völlig mittellos. Als der älteste Sohn eine Stelle bei einem Drucker in Liverpool bekam, zog die Familie mit ihm. Liverpool war zu der Zeit von Gelegenheitsarbeit, Armut, schlechten Gesundheitszuständen, elenden Wohnverhältnissen und dem Leben von der Hand in den Mund gekennzeichnet.
Im Winter 1906–1907 war Bamber eine der Frauen, die Suppe kochten, um sie für einen Farthing pro Schüssel aus einem Wagen heraus zu verkaufen, der bei St. George’s Hall in der Lime Street geparkt war. Sie besuchte Kranke, sammelte für die Arbeitslosen und hielt ein offenes Haus für reisende Sozialisten. Sie sprach häufig bei Versammlungen im Freien, oft an der Wellington Column oder an Straßenecken. Sylvia Pankhurst beschrieb sie als die „beste kämpferische Rednerin des Landes“. In einer Stadt, die von religiöser Abgrenzung dominiert wurde, lehnte sie jede religiöse Identifikation ab und war eine regelmäßige Zwischenruferin bei katholischen und protestantischen politischen Kundgebungen.
Es war jedoch ihre Arbeit als Gewerkschaftsorganisatorin, durch die Bamber am sichtbarsten wurde. In den Jahren vor dem Ersten Weltkrieg arbeitete sie unermüdlich als offizielle Vertreterin der Warehouse Workers Union. Sie bearbeitete das Gebiet der Dock Road und organisierte Frauen von Firmen wie Johnsons Cleaners oder Wilson's Bobbin Works. Bamber war oft vor der Morgendämmerung auf den Beinen, um die „Sackfrauen“ zu sprechen, während sie zur Arbeit gingen. Diese Frauen stellten die Unmengen an Säcken her oder reparierten sie, die zum Transport der durch den Hafen gehenden Produkte verwendet wurden. Wie die Arbeit in der Seilherstellung, war dies schwere, schmutzige und schlecht bezahlte Arbeit, bei sich die notleidensten Frauen fanden. Bamber widmete viel Zeit – oft erfolglos in Bezug auf die tatsächliche Rekrutierung – damit, mit diesen Frauen zu sprechen, ihnen Flugblätter zu überreichen und sie zu überzeugen, zu Versammlungen zu kommen. Bamber sprach bei Versammlungen mit der Liverpooler Independent Labour Party und der Organisatorin der Women’s Social and Political Union, Alice Morrisseyn.
Obwohl ihre Arbeit als Gewerkschaftsorganisatorin die zentrale politische Aufgabe Bambers war, war sie oft mit anderen Aktivitäten verflochten. Sie war bei der später aufgrund des gewaltsamen Polizeieinsatzes als Bloody Sunday bezeichneten Demonstration im Rahmen des Transportarbeiterstreiks in Liverpool am 13. August 2011 anwesend. 1914 sprach sie bei der Kundgebung der 6.000 Frauen, sich im Liverpool Laundry Workers Strike befanden. 1919 kandidierte sie als Labour-Parteikandidatin in protestantischen Labour-Hochburg im Everton-Wahlkreis. Mit einer Kampagne zu Alltagsthemen wie Milch, Bildung und städtischen Wäschereien gewann sie mit einer knappen Mehrheit.
Im selben Jahr wurde sie Gründungsmitglied der lokalen Communist Party of Great Britain und 1920 nahm sie am Kongress der Kommunistischen Internationalen in Moskau teil. Sie war Mitglied des lokalen Komitees des National Unemployed Workers Committee und wurde im September 1921 bei der Besetzung der Walker Art Gallery verhaftet. Sie strebte keine zweite Amtszeit als Stadträtin an und verließ 1924 die kommunistische Partei, da sie sagte, dass diese ihre Arbeit als Organisatorin beeinträchtigte. Sie war bei allen wichtigen Demonstrationen in den 1920er und 1930er Jahren anwesend. Sie sprach bis zuletzt, zum letzten Mal nur zwei Wochen vor ihrem Tod 1938.
In den National Museums Liverpool wurde 2011 die Mosaik-Skulptur Mary Bamber – A Revolutionary Woman von Carrie Reichardt und Nick Reynolds aufgenommen. Auf den Kacheln, die die Skulptur bedecken, sind die Namen und Rollen der Frauen aufgeführt, die zur lokalen Suffragetten-Bewegung beigetragen haben.